# Rebecca Manuel
Rebecca Ellen Manuel, geb. Gilmore (* 13. Juni 1979 in Sydney) ist eine ehemalige australische Wasserspringerin. Sie sprang im 3-m-Kunst- und 10-m-Turmspringen sowie im 10-m-Synchronspringen. Ihr größter Erfolg war der Gewinn einer Bronzemedaille bei Olympischen Spielen.
Gilmore hatte bei der Weltmeisterschaft 1998 in Perth ihren ersten internationalen Wettkampf im Erwachsenenbereich. Mit Phil Tosh wurde sie im 10-m-Synchronspringen Achte. Bei den Commonwealth Games verpasste sie im Turmspringen nur knapp eine Medaille. Sie nahm im Jahr 2000 an den Olympischen Spielen in ihrer Heimatstadt teil und gewann mit Loudy Tourky Bronze im 10-m-Synchronspringen. Vom 3-m-Brett erreichte sie zudem im Halbfinale Rang 17 und vom 10-m-Turm im Finale Rang elf. Ein Jahr später erreichte das Duo Gilmore und Tourky bei der Weltmeisterschaft in Barcelona Rang fünf. Im Jahr 2002 schloss Gilmore ein Wirtschafts-Studium an der Universität Sydney ab. Sie nahm noch an den Commonwealth Games teil und beendete dann ihre aktive Karriere. Ab 2005 arbeitete sie beim Verein Perfect 10 Diving als Trainerin.